# Roudnice nad Labem

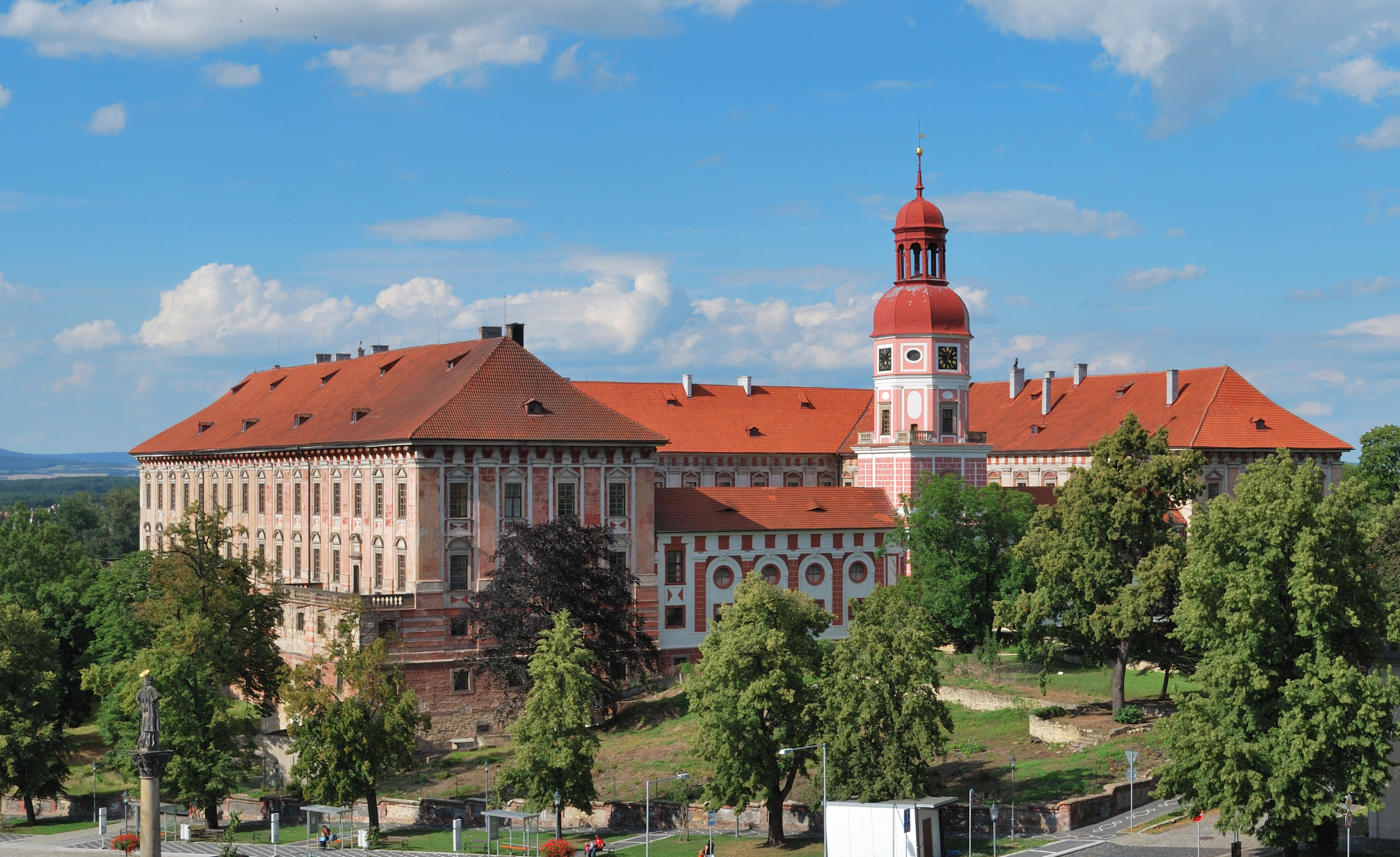
Schloss Raudnitz, erbaut im 17. Jahrhundert

Roudnice nad Labem (deutsch Raudnitz an der Elbe) ist eine Stadt im Okres Litoměřice (Leitmeritz) im Ústecký kraj in Tschechien. Sie liegt am linken Ufer der Elbe in der Nähe des 456 m hohen Říp (Georgsberg), um den sich die Legende vom Urvater Čech rankt.

## Geschichte
Die Siedlung Roudnice, deren Gebiet den Prager Bischöfen gehörte, wurde erstmals 1167 erwähnt. In den 1180er Jahren errichtete Bischof Heinrich Břetislav III. in Raudnitz eine bischöfliche Burg, die den Bischöfen als Landsitz bzw. als Zwischenstation auf dem Weg nach Bautzen und in die Oberlausitz diente. 1237 erteilte König Wenzel I. Raudnitz das Stadtrecht nach Leitmeritzer Recht. Unter Bischof Tobias von Bechin wurde die Stadt befestigt. Im 14. Jahrhundert erlebte es eine Blütezeit: Bischof Johann IV. von Dražice begann 1310 mit dem Bau der Wenzelskirche, 1333 gründete er das Augustiner Chorherrenstift und 1333–1338 ließ er eine Steinbrücke über die Elbe errichten. Unter dessen Nachfolger Erzbischof Ernst von Pardubitz wurde 1360 das Chorherrenstift vollendet, und der ihm nachfolgende Erzbischof Johann Očko von Wlašim veranlasste Umbaumaßnahmen an der bischöflichen Burg. Zudem übertrug er kurz vor seinem Tod 1378 die bisherigen Stadtrechte auf die „Neustadt“.
Während der Hussitenkriege wurde Raudnitz 1421 und 1425 niedergebrannt. Nach dem Tod des Erzbischofs Konrad von Vechta, der 1425 seiner Ämter enthoben wurde und 1431 auf der bischöflichen Burg Raudnitz verstarb, wurde das Erzbistum Prag von 1434 bis 1561 von Administratoren verwaltet. Burg, Stadt und Herrschaft Raudnitz erlangte im selben Jahr lehensrechtlich der Hussitenhauptmann Jan Smiřický von Smiřice. Später gelangte es an Zdenko von Sternberg
Im Jahre 1575 verkaufte das Erzbistum Prag Raudnitz an den Oberstburggrafen von Böhmen Wilhelm von Rosenberg, unter dem die verfallene Burg und die Steinbrücke erneuert wurden. Nach seinem Tod 1592 erbte Raudnitz dessen Witwe Polyxena von Pernstein. Sie vermählte sich in zweiter Ehe 1603 mit dem Oberstkanzler von Böhmen Zdeněk Vojtěch Popel von Lobkowitz, der 1615/28 ein Kapuzinerkloster errichten und die Wenzelskirche erneuern ließ. Raudnitz diente nun als Hauptsitz der Herren von Lobkowitz, unter denen es sich zu einem Zentrum der Gegenreformation entwickelte. Nach den Zerstörungen des Dreißigjährigen Krieges wurden die Schäden unter Wenzel Eusebius von Lobkowicz behoben. Zudem begann er ab 1652 mit dem Bau des Schlosses, das nach Entwurf der Baumeister Antonio della Porta und Francesco Caratti auf den Fundamenten der ehemaligen Bischofsburg errichtet wurde. Die 1676 durch einen Brand zerstörte vormalige Klosterkirche wurde 1725–1734 durch Octavio Broggio im Stil der Barock wiederaufgebaut.
Von wirtschaftlicher Bedeutung waren neben der Lobkowitzer Gutswirtschaft seit dem 19. Jahrhundert u. a. chemische und metallverarbeitende Betriebe. In der zweiten Hälfte des 19. Jahrhunderts erstarkte in dem fast geschlossen tschechisch besiedelten Raudnitz eine tschechisch-nationale Bewegung, wobei das Nationaldenkmal des fünf Kilometer südöstlich von Raudnitz gelegenen Říp (Georgsberg) eine Rolle spielte. Nach der Gründung der Tschechoslowakei 1918 verloren die Lobkowitz durch die Bodenreform von 1920 einen Teil ihrer Besitzungen, und nach dem Zweiten Weltkrieg wurden sie durch den Februarumsturz von 1948 ganz enteignet. Nach der Samtenen Revolution erfolgte 1991 eine Restitution durch die damalige Tschechoslowakei an die Familie von Lobkowitz.

## Stadtgliederung
Die Stadt Roudnice nad Labem besteht aus den Ortsteilen Podlusky (Podlusk) und Roudnice nad Labem (Raudnitz an der Elbe), die zugleich auch Katastralbezirke bilden. Grundsiedlungseinheiten sind Bezděkov, Bezděkov-průmyslový obvod, Hracholusky, Ke Chvalínu, Nad skalami, Nemocnice, Ostrov, Podlusky, Průmyslový obvod, Rejdiště, Roudnice nad Labem-střed, Sídliště Hracholusky-jih, Sídliště Hracholusky-sever, Slavín, U Jirchářské kaple, U Podlusků, U stadionu, Uličky, Urbanka, Za rozhlednou und Zahrady.

## Städtepartnerschaften
- Albaida, Spanien
- Amstetten, Österreich
- Banbridge, Vereinigtes Königreich
- Dessau-Roßlau, Deutschland
- Ruelle-sur-Touvre, Frankreich

## Sehenswürdigkeiten
- Das Wahrzeichen der Stadt ist das im 17. Jahrhundert erbaute Schloss Roudnice. Es entstand auf den Fundamenten der ehemaligen bischöflichen Burg.
- Denkmalgeschützte Innenstadt mit Baudenkmälern aus dem Mittelalter.
- Das Augustiner-Chorherrenstift mit frei stehendem Glockenturm wurde 1333 gegründet. Im Kreuzgang befinden sich gotische Wandmalereien. 1725–1734 wurde es von Octavio Broggio barockisiert.
- Die Wilhelmskapelle wurde 1726 nach Entwurf von Octavio Broggio errichtet. Das Altarbild schuf Wenzel Lorenz Reiner.
- Jüdischer Friedhof im Nordwesten der Stadt mit Grabstätten wohlhabender Handelsleute.
- Die aus Stein errichtete Elbbrücke wurde 1333–1340 erbaut und später mehrmals restauriert.[7] Sie führt nach Vědomice und verbindet das benachbarte Kloster Doksany und die Festungsanlage und Garnisonstadt Terezín mit dem Nordufer der Elbe.

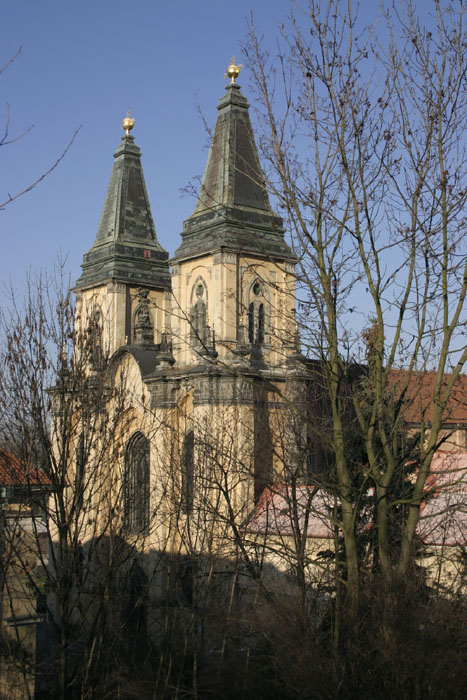
Kirche der Geburt der Jungfrau Maria (Kostel Narození Panny Marie)
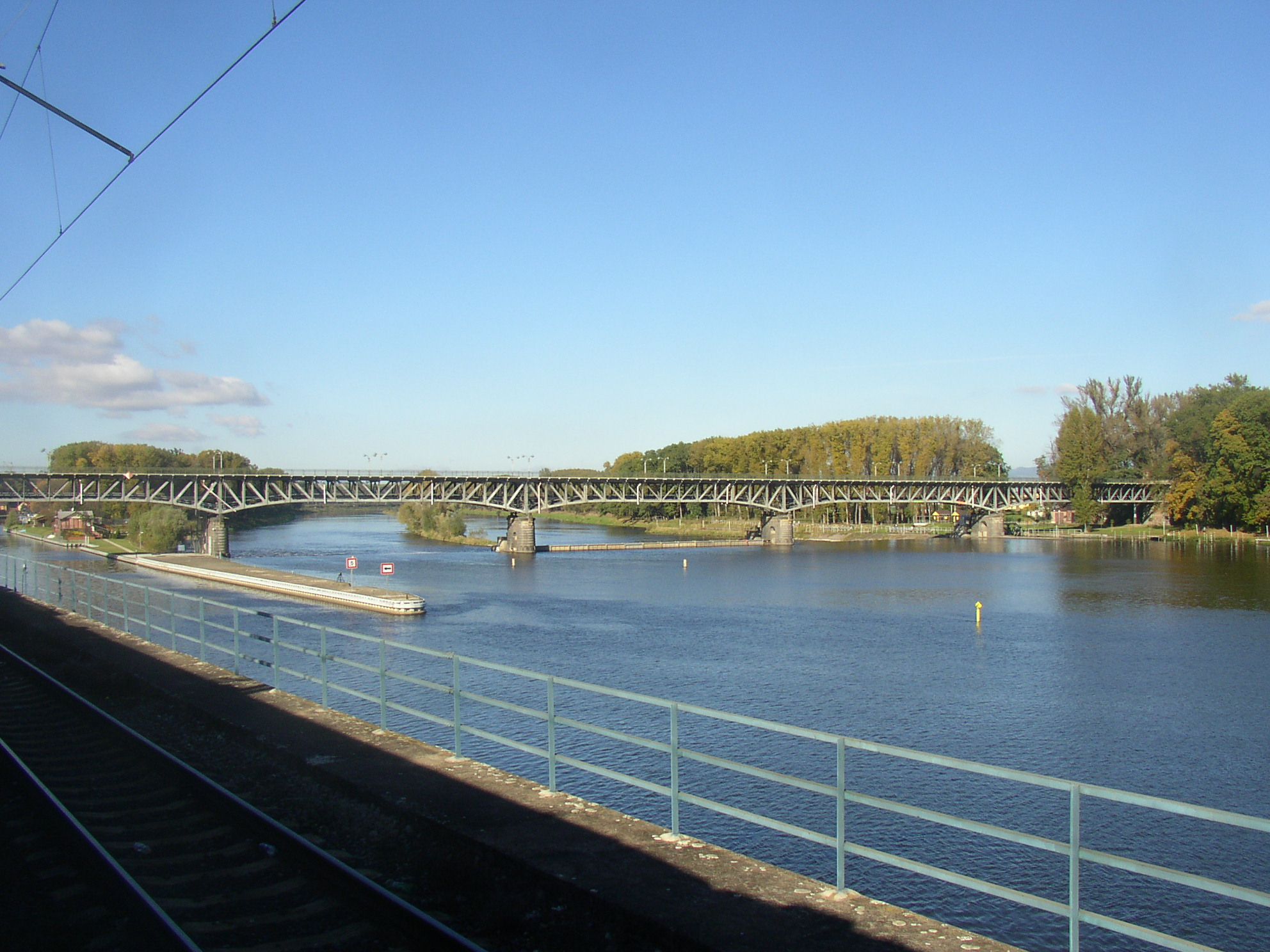
Brücke über die Elbe
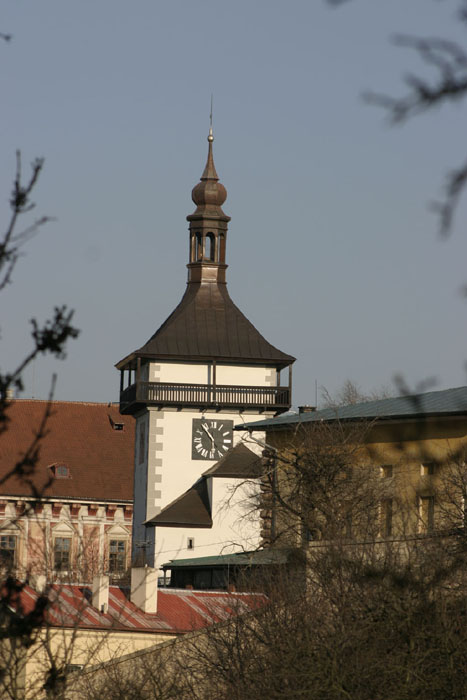
Wachtturm (Městská hláska)
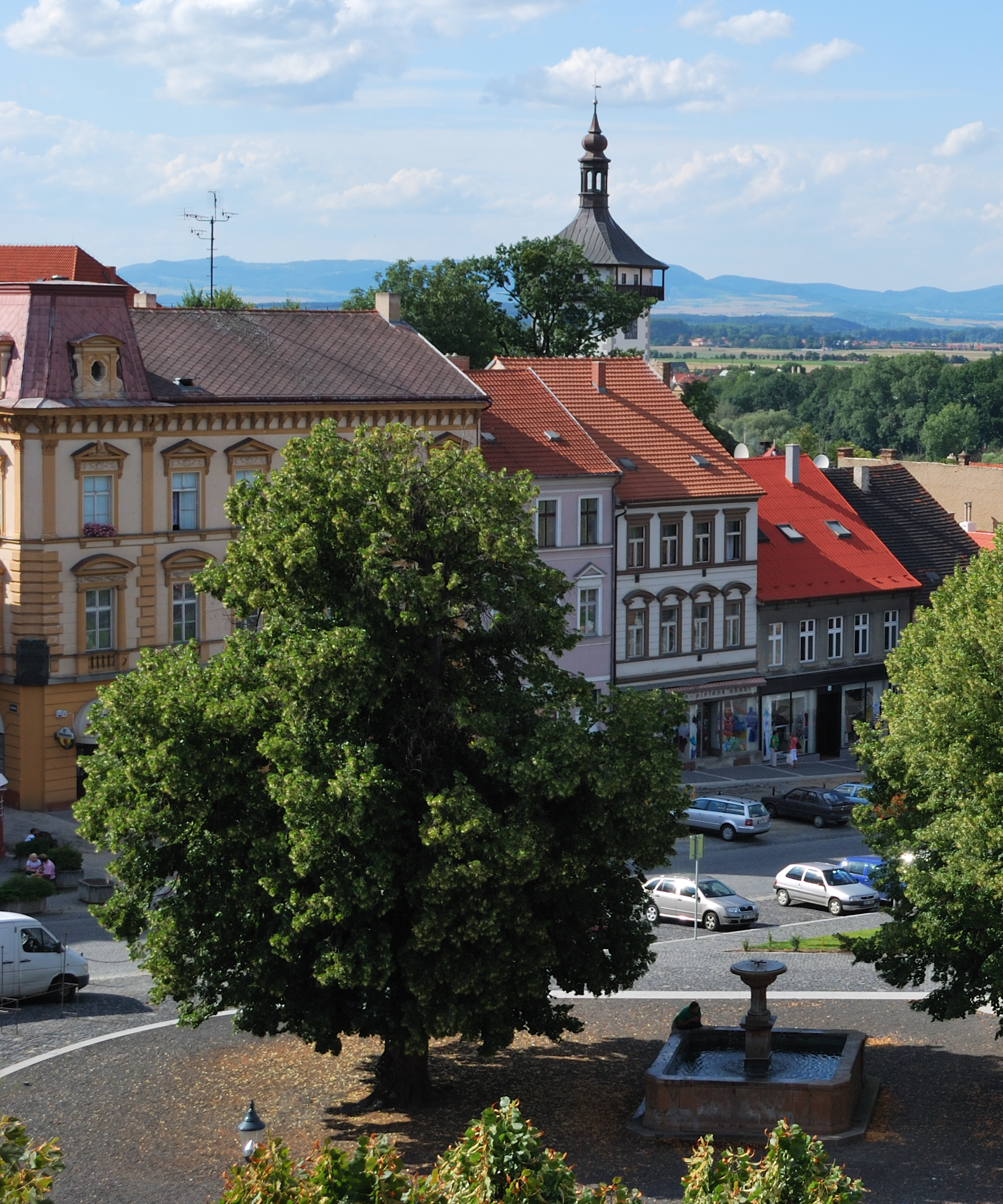
Karlsplatz (Karlovo náměstí), im Hintergrund der Wachturm (Městská hláska)
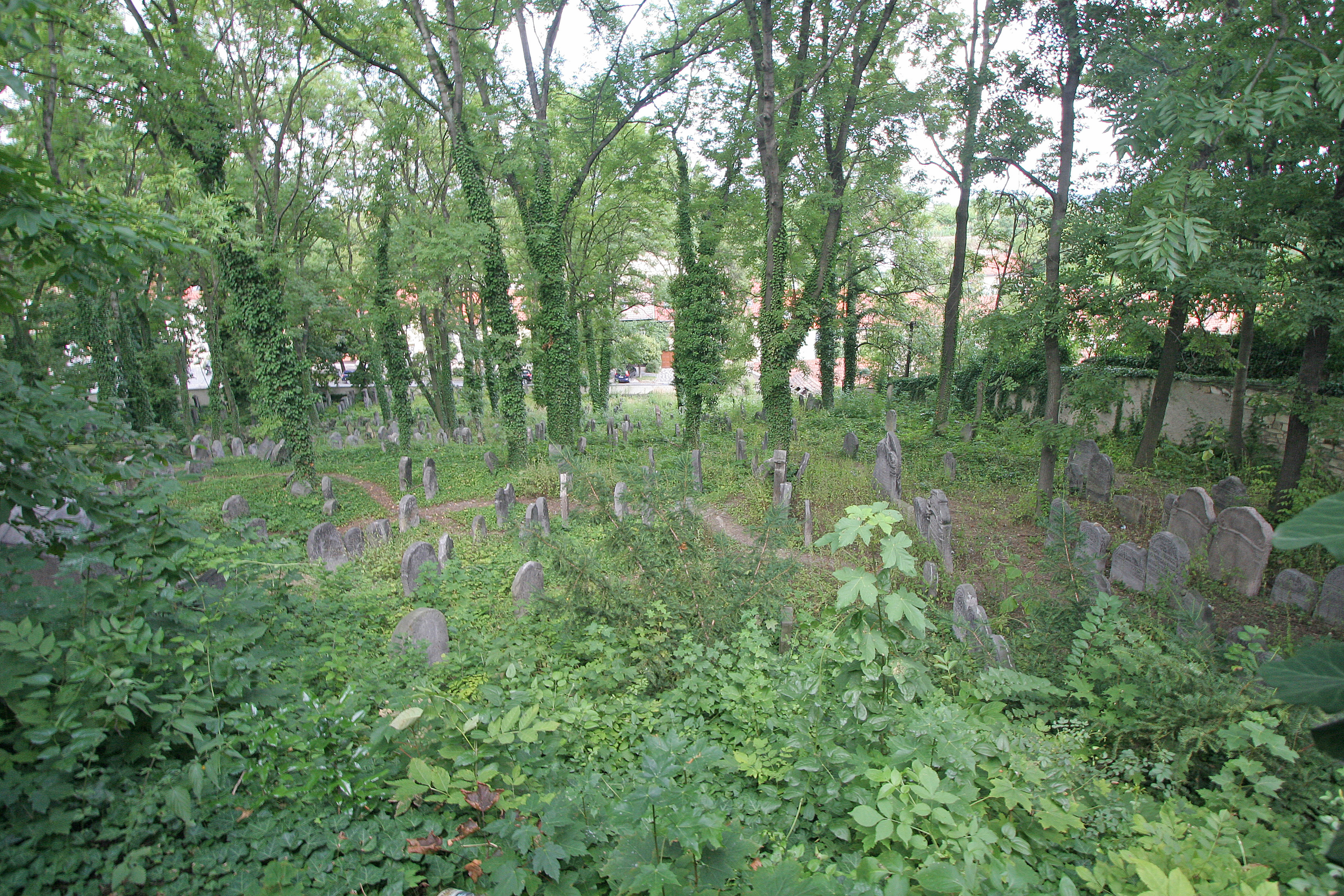
Jüdischer Friedhof

## Persönlichkeiten
Söhne und Töchter der Stadt 
- Jakub Kryštof Rybnický (1583–1639), tschechischer Komponist
- Franz Joseph Maximilian von Lobkowitz (1772–1816), Musiker und Kunstmäzen in Prag und Wien
- Max Dvořák (1874–1921), Kunsthistoriker und Denkmalpfleger
- Georg Wilhelm Pabst (1885–1967), österreichischer Filmregisseur
- Gustav Zinke (1891–1967), tschechoslowakischer Ruderer
- Václav Vydra (1902–1979), Schauspieler und Theaterregisseur
- Kurt Epstein (1904–1975), tschechoslowakischer Wasserballspieler, Olympiateilnehmer und Überlebender des Holocaust
- Jiří V. Kučera (1914–1980), tschechoslowakischer Jagdflieger, u. a. in der Luftschlacht um England (No. 310 Squadron RAF), später 313. Sq.
- Jan Kozák (1921–1995), tschechischer Schriftsteller
- Roman Týce (* 1977), tschechischer Fußballspieler
- Pavlína Ščasná (* 1982), tschechische Fußballspielerin und Nationalfußballspielerin (1998–2008)

 mit Roudnice nad Labem verbunden 
- Cola di Rienzo (1313–1354) wurde 1350 auf Befehl des Kaisers Karl IV. auf der Raudnitzer Burg gefangengehalten
- Martin Húska († 1421 in Raudnitz), Prediger und radikaler Kirchenreformator
- Antonio Casimir Cartellieri (1772–1807), Hofkomponist und Musikdirektor auf Schloss Raudnitz
- Paul Cartellieri (1807–1881), Kurarzt und Ehrenbürger von Franzensbad, verbrachte seine Jugend in Raudnitz.
- Jan Karafiát (1846–1929), Pfarrer der Evangelischen Kirche der Böhmischen Brüder, Vikar der reformierten Kirche in Raudnitz und Schriftsteller